# Лонге-Жумел
 Тази статия е за града във Франция.  За кантона вижте Лонге-Жумел (кантон).  
Лонгѐ-Жумѐл (на френски: Longué-Jumelles) е град в западна Франция, административен център на кантона Лонге-Жумел в департамент Мен е Лоар, регион Пеи дьо ла Лоар. Населението му е 6813 души (по данни от 1 януари 2016 г.).
Разположен е на 39 m надморска височина в югозападния край на Парижкия басейн, на 8 km от десния бряг на река Лоара и на 35 km източно от Анже. Образуван е през 1973 година със сливането на Лонге и Жумел, селища, известни от Средновековието. Лонге-Жумел е център на малка агломерация с 8110 жители, включваща още Сен Филбер дьо Пьопл.